# TVM (Malta)
Television Malta (TVM) è il primo nonché principale canale televisivo dell'emittente maltese Public Broadcasting Services (PBS). Di carattere generalista, trasmette principalmente notiziari, programmi sportivi e di intrattenimento, fiction e programmi orientati ai ragazzi ed ai bambini.
È finanziata tramite sovvenzionamenti statali e dalle inserzioni pubblicitarie. La maggioranza dei programmi trasmessi da TVM sono prodotti al di fuori della PBS. La PBS fornisce alle società di produzione i dettagli sulle tipologie di programmi da trasmettere su TVM, ed esse forniscono alla PBS un rapporto dettagliato sui loro progetti per i programmi da diffondere su questa rete televisiva.
La maggior parte dei programmi è trasmessa in lingua maltese, ma, poiché a Malta si parla anche la lingua inglese, la TVM trasmette anche programmi inglesi forniti principalmente dalla BBC e dalla Independent Television, in particolare la domenica in prima serata è solita trasmettere i classici della commedia britannica e il sabato sera dei film in inglese; inoltre trasmette anche i notiziari in inglese di Euronews.
Nel 2012 la TVM festeggia 50 anni dalla sua creazione con un restyling del logo, con l'inserzione della croce dei Cavalieri di Malta, e della grafica. A marzo 2012 il canale Education 22 viene rinominato in TVM 2, la seconda rete che trasmette dalle 15 a mezzanotte, e l'8 marzo dello stesso anno debutta TVM HD, il primo canale televisivo a trasmettere in alta definizione a Malta.

## Programmi

### Informazione
L-Aħbarijiet TVM è il principale telegiornale della rete trasmesso tutti i giorni alle 20, e sono trasmessi dei brevi notiziari durante la giornata (alle 12, 14, 16, 18, 21:45 e 23:45), ed è trasmessa anche un'edizione in lingua dei segni e un'altra in inglese, TVM News, trasmessa alle 23:45.
TVM trasmette anche i notiziari in inglese di Euronews e ITN. 
Vengono trasmessi programmi di informazione anche al mattino, con TVAM, e dopo le 21:45 con spazi dedicati ai dibattiti e ai magazine, come PaqPaq, un magazine sugli automobili, e Bondi+, trasmesso di martedì e di giovedì, e Qalbinnies, trasmesso di lunedì e di mercoledì.

### Intrattenimento e serie
I principali programmi di intrattenimento sono i game show Kwiżżun e Puree, tra il 2007 e il 2010 anche la versione maltese di Deal or No Deal, e i talent show Malta's Got Talent e X Factor. Le principali serie televisive sono Deċeduti, Min Imissu, Salib it-Toroq, Bijografiji, D.R.E.A.M.S., Bizzilla, Strada Stretta e la soap opera Ħbieb u Għedewwa.
La domenica mattina vengono trasmessi programmi religiosi.